# E3 Harelbeke 2016
De 59e editie van de Belgische wielerwedstrijd E3 Harelbeke werd gehouden op 25 maart 2016. De start en finish van de wedstrijd lag in Harelbeke. De E3 Harelbeke was de eerste van de vier grote Vlaamse klassiekers in de UCI World Tour 2016. De Pool Michał Kwiatkowski won deze editie.

## Deelnemende ploegen
| 18 UCI World Tour-ploegen | 18 UCI World Tour-ploegen | 18 UCI World Tour-ploegen | 7 wildcards                 |
| ------------------------- | ------------------------- | ------------------------- | --------------------------- |
| AG2R La Mondiale          | FDJ                       | LottoNL-Jumbo             | Topsport Vlaanderen-Baloise |
| Astana                    | Giant-Alpecin             | Movistar                  | Wanty-Groupe Gobert         |
| BMC Racing Team           | IAM Cycling               | Orica-BikeExchange        | Bora-Argon 18               |
| Cannondale                | Katjoesja                 | Team Sky                  | Direct Énergie              |
| Dimension Data            | Lampre-Merida             | Tinkoff                   | Fortuneo-Vital Concept      |
| Etixx-Quick Step          | Lotto Soudal              | Trek-Segafredo            | Roompot Oranje Peloton      |
|                           |                           |                           | Southeast Pro Cycling       |
|                           |                           |                           |                             |

## Rituitslag
| Rituitslag |                    |                             |          |
| Plaats     | Naam               | Ploeg                       | Tijd     |
| Winnaar    | Michał Kwiatkowski | Team Sky                    | 4h'55'18 |
| 2          | Peter Sagan        | Tinkoff                     | + 4"     |
| 3          | Ian Stannard       | Team Sky                    | + 11"    |
| 4          | Fabian Cancellara  | Trek-Segafredo              | z.t.     |
| 5          | Jasper Stuyven     | Trek-Segafredo              | z.t.     |
| 6          | Lars Boom          | Astana Pro Team             | z.t.     |
| 7          | Tiesj Benoot       | Lotto Soudal                | z.t.     |
| 8          | Sep Vanmarcke      | Team LottoNL-Jumbo          | z.t.     |
| 9          | Jempy Drucker      | BMC Racing Team             | z.t.     |
| 10         | Daniel Oss         | BMC Racing Team             | z.t.     |
| 11         | Dries Devenyns     | IAM Cycling                 | z.t.     |
| 12         | Matteo Trentin     | Etixx-Quick Step            | z.t.     |
| 13         | Niki Terpstra      | Etixx-Quick Step            | + 15"    |
| 14         | Tom Boonen         | Etixx-Quick Step            | z.t.     |
| 15         | Zdeněk Štybar      | Etixx-Quick Step            | + 2'32"  |
| 16         | Heinrich Haussler  | IAM Cycling                 | + 4'48"  |
| 17         | Marco Marcato      | Wanty-Groupe Gobert         | z.t.     |
| 18         | Francisco Ventoso  | Movistar Team               | z.t.     |
| 19         | Dylan van Baarle   | Cannondale PRo Cycling Team | z.t.     |
| 20         | Ralf Matzka        | Bora-Argon 18               | z.t.     |

1958 · 1959 · 1960 · 1961 · 1962 · 1963 · 1964 · 1965 · 1966 · 1967 · 1968 · 1969 · 1970 · 1971 · 1972 · 1973 · 1974 · 1975 · 1976 · 1977 · 1978 · 1979 · 1980 · 1981 · 1982 · 1983 · 1984 · 1985 · 1986 · 1987 · 1988 · 1989 · 1990 · 1991 · 1992 · 1993 · 1994 · 1995 · 1996 · 1997 · 1998 · 1999 · 2000 · 2001 · 2002 · 2003 · 2004 · 2005 · 2006 · 2007 · 2008 · 2009 · 2010 · 2011 · 2012 · 2013 · 2014 · 2015 · 2016 · 2017 · 2018 · 2019 · 2020 · 2021 · 2022 · 2023 · 2024

Lijst van beklimmingen
 Tour Down Under · 
 Parijs-Nice · 
 Tirreno-Adriatico · 
 Milaan-San Remo ·
 E3 Harelbeke ·
 Ronde van Catalonië ·
 Gent-Wevelgem ·
 Ronde van Vlaanderen ·
 Ronde van Baskenland ·
 Parijs-Roubaix ·
 Amstel Gold Race ·
 Waalse Pijl ·
 Luik-Bastenaken-Luik ·
 Ronde van Romandië ·
 Ronde van Italië ·
 Critérium du Dauphiné ·
 Ronde van Zwitserland ·
 Ronde van Frankrijk ·
 Ronde van Polen ·
 Clásica San Sebastián ·
 EuroEyes Cyclassics ·
 GP Ouest-France Plouay ·
 GP van Quebec ·
 GP van Montreal ·
 Ronde van Spanje ·
  Eneco Tour ·
 Ronde van Lombardije